# HMS Meteor (G73)
HMS Meteor (G74) là một tàu khu trục lớp M được Hải quân Hoàng gia Anh Quốc chế tạo vào cuối những năm 1930. Nó đã nhập biên chế và phục vụ trong suốt Chiến tranh Thế giới thứ hai, được cho ngừng hoạt động sau khi chiến tranh kết thúc, và được bán cho Hải quân Thổ Nhĩ Kỳ vào ngày 29 tháng 6 năm 1959 như là chiếc TCG Piyale Pasha. Nó bị tháo dỡ vào năm 1979.

## Thiết kế và chế tạo
Meteor được đặt hàng cho xưởng tàu của hãng Alexander Stephen ở Linthouse, Glasgow vào ngày 7 tháng 7 năm 1939 trong Dự toán Ngân sách Hải quân 1938. Nó được đặt lườn vào ngày 14 tháng 9 năm 1940, được hạ thủy vào ngày 3 tháng 11 năm 1941 và được đưa ra hoạt động vào ngày 12 tháng 8 năm 1942.
Meteor được hoàn tất với dàn pháo chính được thiết kế nguyên thủy gồm sáu khẩu QF 4,7 inch (120 mm) Mk XI bố trí trên các tháp pháo Mark XX hoàn toàn kín, nhưng chỉ với một dàn bốn ống phóng ngư lôi 21 inch (530 mm), vì dàn thứ hai phía sau được loại bỏ để trang bị một khẩu pháo QF 4-inch Mk V phòng không. Vũ khí tầm gần bao gồm một khẩu đội QF 2-pounder Mk VIII bốn nòng và sáu khẩu Oerlikon 20 mm nòng đơn. Chiếc tàu khu trục được trang bị radar Kiểu 291 dò tìm trên không và mặt biển cùng radar Kiểu 285 đo khoảng cách phòng không.

## Lịch sử hoạt động
Khi được đưa vào hoạt động, Meteor gia nhập Chi hạm đội Khu trục 3 trực thuộc Hạm đội Nhà, và vào tháng 9 năm 1942 đã nằm trong thành phần hộ tống cho Đoàn tàu vận tải Bắc Cực PQ 18 đi sang Liên Xô và Đoàn tàu QP 14 quay trở về. Sau khi quay trở về, vào tháng 11 năm 1942, nó hoạt động trong thành phần khu trục hộ tống cho Hạm đội Nhà trong Chiến dịch Torch, cuộc đổ bộ của Đồng Minh lên Bắc Phi.